# Ora troberti
Ora troberti is een keversoort uit de familie moerasweekschilden (Scirtidae). De wetenschappelijke naam van de soort werd in 1861 gepubliceerd door Félix Édouard Guérin-Méneville.